# Municipio de Leaf Mountain (Dakota del Norte)
El municipio de Leaf Mountain (en inglés: Leaf Mountain Township) es un municipio ubicado en el condado de Burke en el estado estadounidense de Dakota del Norte. En el año 2010 tenía una población de 21 habitantes y una densidad poblacional de 0,23 personas por km².

## Geografía
El municipio de Leaf Mountain se encuentra ubicado en las coordenadas 48°45′25″N 102°45′16″O / 48.75694, -102.75444. Según la Oficina del Censo de los Estados Unidos, el municipio tiene una superficie total de 93.22 km², de la cual 90,07 km² corresponden a tierra firme y (3,38 %) 3,15 km² es agua.

## Demografía
Según el censo de 2010, había 21 personas residiendo en el municipio de Leaf Mountain. La densidad de población era de 0,23 hab./km². De los 21 habitantes, el municipio de Leaf Mountain estaba compuesto por el 100 % blancos. Del total de la población el 0 % eran hispanos o latinos de cualquier raza.